# محمد فخري النصر
محمد فخري النصر (Mohamad Al-Naser؛ مواليد 23 مارس 1997) هو لاعب كرة قدم أردني يلعب في مركز الجناح لنادي إتش بي كوجي.

## المسيرة مع الأندية

### المسايمير
اشتهر النصر بلعبه في الدرجة الثانية القطرية مع نادي مسيمير لكرة القدم.

### إتش بي كوجي
في 30 أغسطس 2024، وقع النصر عقدًا لمدة عامين مع نادي إتش بي كوجي، بعد أن قضى عامًا ونصفًا في الشرق الأوسط.

## المسيرة الدولية
تلقى النصر أول استدعاء له لمنتخب الأردني في 10 يناير 2025، للمشاركة في معسكرات تدريبية في عمان والدوحة.
في 8 مارس 2025، تلقى النصر استدعاءً آخر للمنتخب الأردني للمشاركة في مباريات تصفيات كأس العالم 2026 لمنطقة آسيا ضد منتخبي فلسطين وكوريا الجنوبية.

## أسلوب اللعب
وُصف النصر كلاعب يتمتع بالسرعة، قادر على صناعة الأهداف وتسجيلها من خلال أسلوب لعب مباشر.